# Österrikes Grand Prix
Österrikes Grand Prix är en deltävling i formel 1-VM som körs i Österrike. Tävlingen kördes på tre olika banor, på Zeltwegbanan i Zeltweg 1963 och 1964, på Österreichring i Spielberg 1970-1987 och på A1-Ring  i Spielberg 1997-2003. A1-Ring var en ombyggnad av Österreichring som gjordes 1996. Numera körs tävlingen på Red Bull Ring, som är en ombyggnad av A1-Ring.

## Vinnare av Österrikes Grand Prix
| År   | Bana           | Förare                | Konstruktör      |
| ---- | -------------- | --------------------- | ---------------- |
| 1963 | Zeltweg        | Jack Brabham          | Brabham-Climax   |
| 1964 | Zeltweg        | Lorenzo Bandini       | Ferrari          |
| 1970 | Österreichring | Jacky Ickx            | Ferrari          |
| 1971 | Österreichring | Jo Siffert            | BRM              |
| 1972 | Österreichring | Emerson Fittipaldi    | Lotus-Ford       |
| 1973 | Österreichring | Ronnie Peterson       | Lotus-Ford       |
| 1974 | Österreichring | Carlos Reutemann      | Brabham-Ford     |
| 1975 | Österreichring | Vittorio Brambilla    | March-Ford       |
| 1976 | Österreichring | John Watson           | Penske-Ford      |
| 1977 | Österreichring | Alan Jones            | Shadow-Ford      |
| 1978 | Österreichring | Ronnie Peterson       | Lotus-Ford       |
| 1979 | Österreichring | Alan Jones            | Williams-Ford    |
| 1980 | Österreichring | Jean-Pierre Jabouille | Renault          |
| 1981 | Österreichring | Jacques Laffite       | Ligier-Matra     |
| 1982 | Österreichring | Elio de Angelis       | Lotus-Ford       |
| 1983 | Österreichring | Alain Prost           | Renault          |
| 1984 | Österreichring | Niki Lauda            | McLaren-TAG      |
| 1985 | Österreichring | Alain Prost           | McLaren-TAG      |
| 1986 | Österreichring | Alain Prost           | McLaren-TAG      |
| 1987 | Österreichring | Nigel Mansell         | Williams-Honda   |
| 1997 | A1-Ring        | Jacques Villeneuve    | Williams-Renault |
| 1998 | A1-Ring        | Mika Häkkinen         | McLaren-Mercedes |
| 1999 | A1-Ring        | Eddie Irvine          | Ferrari          |
| 2000 | A1-Ring        | Mika Häkkinen         | McLaren-Mercedes |
| 2001 | A1-Ring        | David Coulthard       | McLaren-Mercedes |
| 2002 | A1-Ring        | Michael Schumacher    | Ferrari          |
| 2003 | A1-Ring        | Michael Schumacher    | Ferrari          |
| 2014 | Red Bull Ring  | Nico Rosberg          | Mercedes         |
| 2015 | Red Bull Ring  | Nico Rosberg          | Mercedes         |
| 2016 | Red Bull Ring  | Lewis Hamilton        | Mercedes         |
| 2017 | Red Bull Ring  | Valtteri Bottas       | Mercedes         |
| 2018 | Red Bull Ring  | Max Verstappen        | Red Bull Racing  |
| 2019 | Red Bull Ring  | Max Verstappen        | Red Bull Racing  |
| 2020 | Red Bull Ring  | Valtteri Bottas       | Mercedes         |
| 2021 | Red Bull Ring  | Max Verstappen        | Red Bull Racing  |
| 2022 | Red Bull Ring  | Charles Leclerc       | Ferrari          |
| 2023 | Red Bull Ring  | Max Verstappen        | Red Bull         |